# Blaze Pizza
O Blaze Pizza é uma cadeia de pizzarias fast casual sediada em Atlanta, Geórgia. Fundada em 2011 por Elise e Rick Wetzel da Wetzel's Pretzels, a cadeia é conhecida por servir pizzas feitas por encomenda.

## História
O Blaze Pizza foi fundada em Pasadena, Califórnia, por Rick e Elise Wetzel em 2011. O primeiro estabelecimento da cadeia foi aberto em Irvine, Califórnia, em agosto de 2012, a que se seguiu, dois meses mais tarde, a abertura do segundo estabelecimento, e o principal, em outubro de 2012, em Pasadena. A cadeia serve pizzas feitas por encomenda, com uma escolha de vários molhos e coberturas. O seu modelo de negócio é semelhante ao de outras cadeias, como a Chipotle Mexican Grill e a Subway. As pizzas são cozinhadas num forno de alta temperatura de chama aberta, com um tempo médio de cozedura de três minutos. O único equipamento de cozedura no interior de cada um dos restaurantes é um forno.
No final de 2014, a Blaze tinha-se tornado a primeira pizzaria fast casual a atingir 50 unidades abertas. A empresa planejava ter pelo menos 500 locais até 2020.
Em 2015, a empresa começou a se expandir para o Canadá. Em parceria com Alshaya, a empresa abriu locais no Oriente Médio em 2018.
Em 2024, a empresa anunciou seus planos de mudar sua sede para Atlanta, Geórgia, para apoiar futuros planos de expansão.